# جمعية كشافة إثيوبيا
جمعية كشافة إثيوبيا هي الجمعية الكشفية الوطنية في إثيوبيا. كانت أقدم حركة كشفية في إثيوبيا حوالي عام 1919، وتم وفتح مدرسة في أديس أبابا عام 1934. ومع ذلك، اضطرت الجمعية إلى إنهاء أنشطتها بسبب الحرب الإيطالية الإثيوبية الثانية عامي 1935 - 1936. تم تأسيس الكشافة في إثيوبيا مرة أخرى عام 1948، عندما حصلت الأنشطة الكشفية على موطئ قدم في مدارس إثيوبيا. وقد اعترف بكشافة إثيوبيا كعضو في المنظمة العالمية للحركة الكشفية عام 1969.
إثيوبيا هي أيضا عضو سابق في الرابطة العالمية للمرشدات وفتيات الكشافة منذ عام 1984، وهي الآن جزء من جمعية كشافة إثيوبيا.

## روابط خارجية
- الصفحة الرسمية لجمعية كشافة إثيوبيا